# Contiamo su di voi!
Contiamo su di Voi! è il secondo album in studio dei Los Fastidios, (il primo è stato lo split "Hasta la Baldoria" del 1996 condiviso con la band parmense FFD), ed è anche il secondo lavoro prodotto dell'etichetta KOB (Kontro Ogni Barriera) Records, che segue il primo album prodotto: "Alla Nostra Età" dei Derozer, pietra miliare del punk italiano. È uscito in coproduzione con l'etichetta tedesca Mad Butcher Records nel 1998 in 2 supporti: LP (KOB 002, MBR 023); CD (KOB 002, MBR 023) e nel 1999 in MC per l'etichetta polacca Rock'n'Roller (RNR 075). Contiamo su di Voi! contiene alcuni pezzi dal sound ska ed altri street punk molto orecchiabili e tirati, combinati con dei testi di grande effetto sia per le tematiche trattate sia per la composizione metrica. Tenendo conto che nel 1998 Internet era ancora un mezzo del quale fruiva pochissima gente, i testi di questo album, hanno fatto chiarezza su molti aspetti rimasti ambigui del movimento Skinhead, primo fra tutti il rifiuto del razzismo, poi l'appartenenza antifascista ed il richiamo alle radici Ska che hanno animato i primi Skinhead della fine degli anni 60. Due curiosità: la prima è che, basso e chitarra sono rispettivamente Mendez e Sebi dei Derozer, che in quegli anni suonavano contemporaneamente in entrambe le band, la seconda è che l'ultima traccia dell'album "Tempi Nuovi" è una cover in omaggio alla gloriosa OI!-Band bolognese Nabat, band della scena italiana del primo periodo.

## Tracce
1. Contiamo su di Voi
2. S.H.A.R.P.
3. Cani Sciolti
4. Vecchio Skinhead
5. Scooter Bastrd
6. Con Voi
7. Sogno Giamaica
8. Spazi di Libertà
9. Rudy Rude Boy
10. Tempi Nuovi (Cover dei Nabat)

## Formazione
- Enrico - voce
- Sebi - chitarra e voce
- Mendez - basso
- Andrea - batteria

Cori: Enrico e Sebi